# Amanda Setton
Amanda Setton est une actrice américaine née le 16 décembre 1985 à New York. Elle est surtout connue pour son rôle de Pénélope Shafai dans la série Gossip Girl.

## Biographie
Amanda Setton est née le 16 décembre 1985 à New York. Elle grandit à Great Neck, New York où elle était la présidente du club de théâtre de son lycée.
Elle est connue pour son rôle de Pénélope Shafai dans la série Gossip Girl qu'elle tient depuis 2007. Elle joue aussi le rôle de Kimberley Andrews dans On ne vit qu'une fois et dans The Mindy Project, où elle joue le rôle de Shauna. Elle fait également une apparition dans la série Mercy Hospital, ainsi que dans le film Jackpot. Elle fait quelques apparitions récurrentes dans Hawaii 5-0 dans le rôle du Dr Mindy Shaw.

## Filmographie

### Cinéma
- 2008 : Sex and the City, le film : La fille qui donne une gifle
- 2008 : Jackpot : l'une des copines

### Télévision
- 2008 - 2012 : Gossip Girl : Pénélope Shafai (31 épisodes)
- 2009 : Mercy Hospital : Barb (saison 1, épisode 17)
- 2009 - 2011 : On ne vit qu'une fois (One Life to Live) : Kimberly Andrews (105 épisodes)
- 2010 : Blue Bloods : Sylvia Montoya (saison 1, épisode 18)
- 2012 - 2013 : The Mindy Project : Shauna Dicanio
- 2013 - 2014 : The Crazy Ones : Lauren Slotsky
- 2014 - 2015 : Hawaii 5-0 : Dr Mindy Shaw (6 épisodes)
- 2016 : Beauty and the Beast (saison 4, épisode 2) : Bootsy Durbrige
- 2019 : Hôpital central : Brook Lynn Ashton